# Peter Frerk
Peter Frerk (* 13. September 1930 in Berlin; † 6. Januar 2005) war ein deutscher Manager.
Von 1971 bis 1993 war Frerk Mitglied des Vorstands der Volkswagen AG. Er war zunächst von 1971 bis 1978 für das Personal- und Sozialwesen zuständig, dann von 1978 bis zu seinem Ausscheiden im Dezember 1993 für das Ressort Recht, Revision und Volkswirtschaftliche Fragen.
Daneben war er Vizepräsident der Industrie- und Handelskammer Lüneburg-Wolfsburg und als Expert Adviser im Wirtschafts- und Sozialrat der Vereinten Nationen tätig.

## Ehrungen
- 1989: Verdienstkreuz 1. Klasse der Bundesrepublik Deutschland
- Großes Verdienstkreuz des Niedersächsischen Verdienstordens